# Zachaenus
Zachaenus är ett släkte av groddjur som ingår i familjen Cycloramphidae.
Släktets medlemmar lever i sydöstra Brasilien.
Arter enligt Catalogue of Life, utbredning enligt IUCN:
- Zachaenus carvalhoi, i delstaten Espírito Santo i kulliga regioner.
- Zachaenus parvulus, i delstaten Rio de Janeiro från låglandet till 1100 meter över havet.

Tidigare listades även Zachaenus roseus till släktet som beskrevs av Cope enligt en individ som hittades i Chile. Kvarlevorna är i dålig skick vad som försvårar klassifikationen.